# خوشچا دروگا
خوشچا دروگا (به لهستانی:  Huszcza Druga) یک روستا در لهستان است که در گمینا وومازه واقع شده‌است.